# 세군두 소우
《세군두 소우》(포르투갈어: Segundo Sol)는 2018년 방영된 브라질의 텔레노벨라이다.